# アリス・フレミング
アリス・フレミング(長谷川アリス)（Alice Freming、Alice Hasegawa、2003年6月25日 - ）は、アメリカ・日本の子役タレント・女優。山田プロから移籍し、稲川素子事務所を経て現在はフリー。身長163.5cm。
アメリカ人の父親と日本人の母親を持つハーフタレント。特技はヒップホップダンス、クラシックバレエ、チアリーディング、絵画。姉のキンバリー・フレミング(現:長谷川キンバリー)も再現VTRの女優としてタレント活動をしており、他に家族は兄と弟がおり兄トーマス・フレミング(現:長谷川トーマス)もタレント活動をしている。

## 略歴
・9歳頃からモデルとして活躍しており、子役出身者の外国人タレントの中では最も芸歴が長い。
・2013年頃から『ザ!世界仰天ニュース』や『奇跡体験!アンビリバボー』などの再現ドラマに出演するようになり、PVやCMへの起用も増える。
・山田プロ所属になり13歳の時に『メイドインジャパン!』でメジャーデビューし、家族のビル・フレミング、幸江、キンバリー、トーマスと家族全員で出演。2018年から『ワールド極限ミステリー』内の美少女誘拐事件シリーズではほぼ毎回被害者役を演じる。
・2020年、山田プロから稲川素子事務所に移籍し、さらに両親の離婚に伴い母親である長谷川幸江の姓を名乗り"長谷川アリス"として活動。
・2021年、稲川素子事務所を退社。以後はフリー。
・2025年、自身のインスタグラムで日本とドイツのハーフのマーティン・ケインとの結婚を発表。また今までにケインとの子供を2度に渡って中絶している事も報告している。

## 人物
幼少期から子役モデルとして活躍。中学校では美術部に所属していた。テレビ番組『メイドインジャパン!』で認知症の祖母へメッセージを送る回でメジャーデビューを果たす。広告や雑誌でのモデル活動の他、バラエティ番組の外国人専門の再現ドラマの専属女優を演じており、フレミングが再現で演じる美少女が毎回誘拐監禁され、そこからどう脱出するのかが番組の流れとなる。幼少期から過激な誘拐監禁や事件の被害者役を演じる事に場慣れしており、事件の被害者役は20回以上も演じ子役としては珍しく殺害されるシーン、ワールド犯罪ミステリーではセクハラを受けるシーンやレイプシーンなどの過激なシーンにも挑戦している。またスレンダーマン刺傷事件では『ザ!世界仰天ニュース』と『世界法廷ミステリー』でそれぞれ2回同じ被害者役を演じている。また航空機に乗る再現ドラマでは乗った機で高確率で人身売買などの事件が発生し、それ以外にも搭乗した航空機が毎回墜落し、豪華客船に乗れば船が沈没する災難に見舞われる役で出演しているが、再現ドラマである為フレミングが演じた人物は毎回無傷で生還している。
誘拐監禁事件の再現ドラマへの出演が多い事を自身のインスタグラムで言及しており、ファンに対しては「別に怖くは無いですよ」と好意的に返信している。
主演回の再現ドラマはテレビ局問わず傑作選として度々再放送が行われている。

## フレミングが演じた著名な誘拐監禁事件の被害者
- ケイティ・ビアーズ誘拐事件
- ジェイシー・リー・デュガード誘拐事件
- エリザベス・ショーフ誘拐事件
- クリーブランド監禁事件
- カラ・ロビンソン誘拐事件
- オーストリア少女監禁事件
- ジェイミー・クロス誘拐事件

## 出演

### バラエティ
- ワールド極限ミステリー - エリザベス・ショーフ、ジーナ・デヘスース、ラリッサ、カラ・ロビンソン、ジェナ・オッター、ナターシャ・カンプッシュ（10歳時はAlyssa　Tが演じる)(14歳 - 17歳時）、シーラ・ワイソッキー（大学時代）、メアリー・コスティン、ファラ・ロレル・フライザー、リサ・クロス、タニア・ヴァシー役
- メイドインジャパン! - 本人、カテリーナ、アリーナ・カサノバ（幼少期の再現VTR）、アン・クレシーニ（幼少期の再現VTR）役
- トリハダ（秘）スクープ映像100科ジテン - サマンサ・アダムソン、ジェイシー・リー・デュガード、アリョーナ役
- 池上彰が教えたい!『実は・・・のハナシ。』第2回-スタジオ出演
- 池上彰の人類vsコロナ-ジョギングする美少女役
- ザ・大年表-ユーリヤ・ティモシェンコ元首相(幼少期)役
- 天皇の料理番-最終回の女の子役
- 目撃!超逆転スクープ5 - ジェイミー・クロス役
- 1番だけが知っている - ジプシー・ブランチャード役
- ザ!世界仰天ニュース - カースティー・ヘイズルウッド、ケイティ・ビアーズ、レイチェル・シャードロウ、エデン・ベイカー、スレンダーマン刺傷事件の被害者の少女（ペイトン・ルトナー）、ペイジ・バートラムの友人、モーガン・グレイ、山本ヒカリ・カリナ役
- 奇跡体験!アンビリバボー - ジュリア・ケイコ・フェリア・リンチ、入院中の車椅子少女、シャーナ・ハロウェイ、アシュリーのクラスメイト、アラスカ航空の乗客の少女、腹話術の少女、アマンダ・プレイルの長女、女子高生、メアリー・マローンの同僚メイド役
- マサカの世界衝撃事件 - クリスティ・ダウンズ役
- 世界法廷ミステリー 暴かれた完全犯罪 - ペイトン・ルトナー（スレンダーマン刺傷事件の被害者）、サラ・スターン役
- 生死を分けたその瞬間体感!奇跡のリアルタイム-ブリティッシュエアウェイズ5390便の乗客、スカンジナビア航空751便の乗客役
- 世界ベスト・オブ・映像ショー頂上リサーチ-リサ・マレー、女子高生役
- アリスのミステリーランド - MC

### 映画
- ピカンチハーフ-恩田琢磨(タクマ)(二宮和也)の娘役
- 脳天パラダイス-流石組ダンサーの美少女役

### CM
- クロノブリゲード
- 東芝科学博物館
- ロート製薬スガオ
- リクナビネクスト
- コカ・コーラヨーグルトスタンド

### 広告
- ヤマハ - チラシ出演
- ゼクシィ-カタログモデル
- ウェインパワーズ社 - 看板モデル

## 日本語吹き替え
・沢城みゆき
フレミングは日本語を話せるが、再現ドラマ内では出演者全員が英語で話している為吹き替えがなされておりフレミングの吹き替えは沢城が専属で担当しており、ワールド極限ミステリーではほぼ専属で担当し、別番組の奇跡体験!アンビリバボーなどでも沢城が担当している。
・桑原礼佳
目撃!超逆転スクープ5ではナレーションの桑原が日本語吹き替えも兼任した。